# АЭС Томари
АЭС Томари (яп. 泊発電所) — единственная в Японии атомная электростанция на острове Хоккайдо.
Станция расположена на юго-западе японского острова Хоккайдо на побережье Японского моря близ одноимённого посёлка в округе Сирибеси.
Строительство станции началось в 1985 году. С тех пор были запущены три реактора типа PWR разработки Mitsubishi мощностью 575, 575 и 912 МВт соответственно. Таким образом, общая мощность АЭС Томари составляет 2062 МВт.
Начавшаяся сразу после аварии на АЭС Фукусима-1 проверка на станции Томари показала, что перезапуск третьего реактора возможен в самое ближайшее время. 17 августа 2011 года правительство страны одобрило это решение. Однако 5 мая 2012 реактор снова был остановлен для проверки на соответствие новым требованиям безопасности.
7 февраля 2014 года комиссия по контролю за атомной энергетикой Японии признала третий энергоблок (пущен в 2009 году) не соответствующим новым требованиям безопасности атомных электростанций. В частности, сомнение вызвала система аварийного охлаждения реактора. В связи с этим планируется проведение дополнительных работ по устранению причин отказа.
Также планируется подвергнуть проверке и первые два реактора АЭС Томари.
31 мая 2022 окружной суд Саппоро удовлетворил коллективный иск местных жителей и вновь запретил перезапуск станции. Однако требование о выводе АЭС из эксплуатации удовлетворено не было.

## Инциденты
17 августа 2000 года один из работников упал в резервуар с радиоактивными отходами из реактора, в результате рабочий скончался уже в больнице.
В сентябре 2003 года была обнаружена течь в парогенераторе, в результате чего просочилось 140 литров радиоактивной воды.
Июль 2007 года ознаменовался тремя пожарами в подсобных помещениях, ещё один пожар произошёл в октябре того же года. Пострадавших не было.

## Информация об энергоблоках
| Энергоблок | Тип реакторов   | Мощность | Мощность | Начало строительства | Физпуск    | Подключение к сети | Ввод в эксплуатацию | Закрытие |
| Энергоблок | Тип реакторов   | Чистый   | Брутто   | Начало строительства | Физпуск    | Подключение к сети | Ввод в эксплуатацию | Закрытие |
| ---------- | --------------- | -------- | -------- | -------------------- | ---------- | ------------------ | ------------------- | -------- |
| Томари-1   | PWR, M (2-loop) | 550 МВт  | 579 МВт  | 18.04.1985           | 16.11.1988 | 06.12.1988         | 22.06.1989          | —        |
| Томари-2   | PWR, M (2-loop) | 550 МВт  | 579 МВт  | 13.06.1985           | 25.07.1990 | 27.08.1990         | 12.04.1991          | —        |
| Томари-3   | PWR, M (3-loop) | 866 МВт  | 912 МВт  | 18.11.2004           | 03.03.2009 | 20.03.2009         | 22.12.2009          | —        |